# República

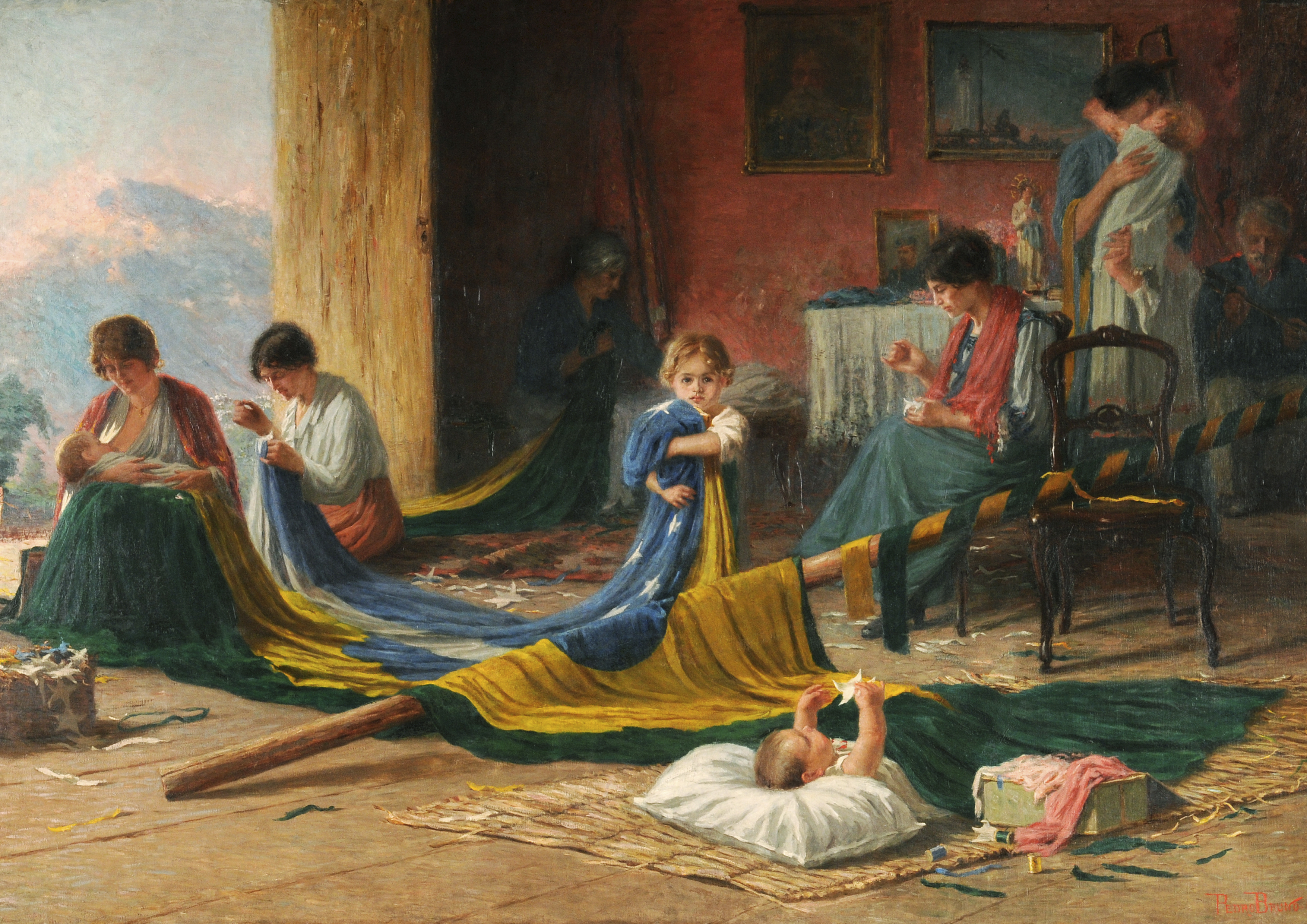
A Pátria, de Pedro Bruno, 1919.

A República (do latim, res publica, "Coisa Pública" ou "Assunto do Povo") é uma forma de governo e um sistema político baseado na soberania popular, onde os governantes são escolhidos diretamente pelo povo. Ela se opõe a sistemas monárquicos, nos quais o poder é hereditário. A república tem como princípios fundamentais a participação dos cidadãos nas decisões governamentais, a alternância de poder e o bem em comum da nação.
As repúblicas são caracterizadas principalmente através dos seguintes princípios: 
a Soberania Popular, todo o poder emana do povo, que elege seus representantes. Igualdade perante a Lei, todos os cidadãos são iguais e têm os mesmos direitos. Representatividade, os governantes são escolhidos por meio de eleições. Divisão de poderes, (executivo, legislativo e judiciário) que atuam de forma independente. Mandatos temporários, o poder não é vitalício, garantindo a alternância no governo. O Bem em comum, as políticas públicas devem beneficiar todos os cidadãos como um todo.
A origem deste sistema político está na Roma antiga, onde primeiro surgiram instituições como o senado. Nicolau Maquiavel descreveu o governo e a fundação da república ideal na sua obra Discursos sobre a primeira década de Tito Lívio (1512-17). Estes escritos, bem como os de seus contemporâneos, como Leonardo Bruni, constituem a base da ideologia que, em ciência política, se designa por republicanismo. O conceito de república não é isento de ambiguidades, confundindo-se às vezes com democracia, às vezes com liberalismo, às vezes tomado simplesmente no seu sentido etimológico de "bem comum". Hoje em dia, o termo república refere-se, regra geral, a um sistema de governo cujo poder emana do povo, ao invés de outra origem, como a hereditariedade ou o direito divino. Ou seja, é a designação do regime que se opõe à monarquia.
No entanto, res publica, como sinónimo de administração do bem público ou dos interesses públicos, foi frequentemente utilizada pelos escritores romanos para se referir ao Estado e ao governo, mesmo durante o período do Império Romano. A palavra república foi, com o mesmo significado, também frequentemente usada no Reino de Portugal. D. João II, por exemplo, numa carta ao rei de França, escreveu: "obrigação é do bom Príncipe e prudente, não somente galardoar seus vassalos com honras, cargos e dignidades merecidas, mas castigar com rigor, severidade e justiça aos que são prejudiciais em sua república, para que os bons com o exemplo do prémio sejam melhores e os maus ou com castigo se emendem, ou com as maldades pereçam".
Um novo conjunto de significados para o termo república veio, também, da palavra grega πολιτεία (politeía ou politeia). Cícero, entre outros escritores latinos, traduziu politeia para res publica que, por sua vez, os estudiosos do Renascimento passaram a república. Esta, sendo uma tradução precisa para res publica no seu significado primitivo, já não o é no atual. Politeia é hoje geralmente traduzida por "forma de governo" ou "regime". No entanto, um exemplo da persistência desta tradução original é o título do grande trabalho de ciência política de Platão, A República, (Politeia, no original). Antônio Houaiss regista a entrada da palavra na língua portuguesa no século XV nas formas respublica, reepublica, ree publica, repruvica, rrepublica e republica. Na língua inglesa, a palavra republic foi usada pela primeira vez na era do Protetorado de Oliver Cromwell, embora commonwealth, tradução mais fiel da latina res publica, seja o termo mais comum para designar este regime sem monarca. Na concepção moderna de República por Roque Antônio Carrazza: "República é o tipo de Governo, fundamentado na igualdade formal das pessoas, em que os detentores do poder político exercem-no em caráter eletivo, representativo (via de regra), transitório e com responsabilidade".

## História

### Repúblicas clássicas

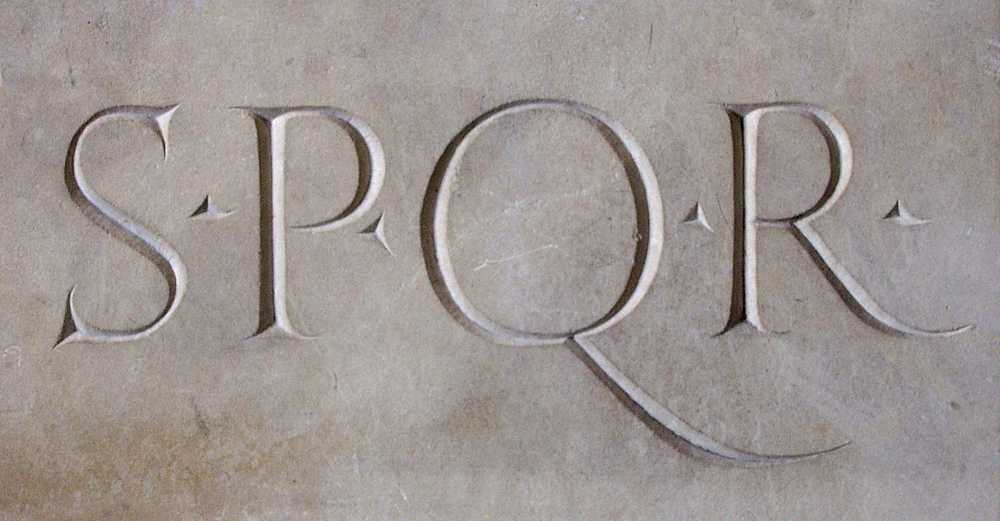
Senatus Populusque Romanus

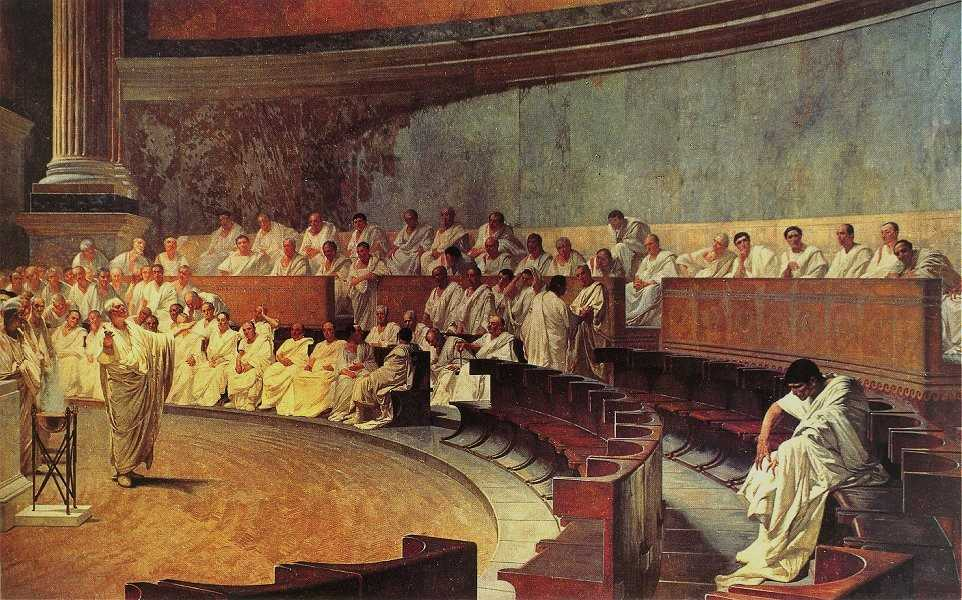
Senado romano reunido na Cúria Hostília.

Há vários Estados da Antiguidade clássica que, pelos parâmetros atuais, podemos considerar repúblicas, como é o caso das cidades-Estado da Grécia Antiga, como Atenas e Esparta, bem como da própria República Romana. No entanto, a estrutura e o modo de governo desses estados eram consideravelmente diferentes dos que iríamos encontrar bem mais tarde, na Idade Moderna. Há, inclusive, uma controvérsia entre os estudiosos da matéria sobre se há ou não um continuum histórico entre as repúblicas clássica, medieval e moderna. Por um lado, o historiador J.G.A. Pocock, que tem desempenhado um papel central neste debate, argumenta que há uma tradição republicana própria que se estende do mundo clássico até ao presente. Paul Rahe, pelo contrário, argumenta que as repúblicas clássicas tinham uma forma de governo com poucas semelhanças com a de qualquer república moderna.
Uma das principais obras de Platão sobre ciência política foi intitulada Politeia e, em português é conhecida como A República. O termo politeia pode ser traduzido como forma de governo, política ou regime e, portanto, nem sempre é uma palavra para um tipo específico de regime, como ocorre com o termo "República" na atualidade.
No Livro III de sua Política, Aristóteles foi aparentemente o primeiro escritor clássico a afirmar que o termo politeia pode ser usado para se referir mais especificamente a um tipo de politeia: "Quando a multidão governa no sentido do interesse coletivo, denomina-se esse governo de politeia, que é um nome comum a todos os governos." Com o tempo, as repúblicas clássicas foram conquistadas por impérios ou tornaram-se, elas próprias, impérios. A maioria das repúblicas gregas foi anexada ao Império Macedónio de Alexandre, o Grande. A república romana expandiu-se, anexando sucessivamente outros Estados do Mediterrâneo, alguns deles repúblicas, como Cartago. A república romana acabou, ela própria, por se transformar no Império Romano.[carece de fontes?]
Cícero, entre outros escritores latinos, traduziu a palavra grega politeia como res publica. A partir do Renascimento os autores passaram a traduzir majoritariamente o termo de Cícero como República. Contudo, para descrever estados não monárquicos da Idade Média, escritores como Leonardo Bruni adotaram o termo latino res publica.
Seja como for, parece inegável que a filosofia política das repúblicas clássicas teve uma influência central no pensamento republicano ao longo dos séculos seguintes. Uma série de escritores clássicos discutiram formas de governo alternativas à monarquia em obras que filósofos e políticos posteriores — como Maquiavel, Montesquieu, Adams e Madison — acabaram por considerar fundacionais sobre a natureza das repúblicas.[carece de fontes?] Em sua obra escrita em 1517, Discursos sobre a Primeira Década de Tito Lívio, Maquiavel desenvolveu uma teoria procurando sustentar a existência de ciclos de governo, que, superados, formaram a República:
O povo, não suportando mais os descalabros da oligarquia, mas, ao mesmo tempo, lembrando-se dos males da tirania, destituiu os oligarcas e resolveu governar a si mesmo, surgindo o governo popular ou democrático. Mas o próprio povo, quando passou a ser governante, sofreu um processo de degeneração, e cada um passou a utilizar em proveito pessoal a condição de participante no governo. E isto gerou a anarquia, voltando-se ao estágio inicial e recomeçando-se o ciclo, que já foi cumprido muitas vezes na vida de todos os povos. A única maneira de evitar as degenerações, quebrando-se o ciclo, seria a conjugação da monarquia, da aristocracia e da democracia em um só governo.

### Outras repúblicas antigas
Geralmente considera-se que as repúblicas pré-modernas foram fenómenos exclusivamente europeus, no entanto houve Estados noutras partes do mundo com formas de governo similares. São exemplos disso algumas cidades do Próximo Oriente antigo. Arwad, na atual Síria, tem sido citada como um dos primeiros exemplos de uma república, em que são as pessoas que são descritas como soberanas e não um monarca. A Confederação Israelita, da era anterior ao Reino de Israel, também tem sido considerada uma espécie de república. Durante a Idade Média, várias cidades-Estado italianas tinham uma forma de governo de tipo comunal, chamada signoria. Escritores coevos, como Giovanni Villani, teorizaram sobre a natureza destes Estados e as diferenças em relação às monarquias da época, usando termos como libertas populi para designar o regime destes Estados. O renovado interesse pelas obras da Grécia e da Roma Antigas levou os escritores no século XV a preferirem uma terminologia mais clássica. Para descrever os Estados não-monárquicos, os escritores quatrocentistas, principalmente Leonardo Bruni, passaram a adotar a expressão latina res publica. Na primeira das suas obras, Nicolau Maquiavel dividia os governos em três tipos: monarquia, aristocracia e democracia. Mas como, segundo o próprio Maquiavel, é difícil destrinçar entre uma aristocracia governada por uma determinada elite e uma democracia governada por um conselho nomeado pelo povo, no momento em que começou a trabalhar em O Príncipe, Maquiavel já tinha optado por usar a palavra república para se referir tanto a aristocracias como a democracias.
Outra zona do globo onde se tem vindo a dar atenção ao fenómeno das repúblicas antigas é a Índia. No início do século XX, uma série de estudiosos indianos, principalmente K.P. Jayaswal, começou a defender que vários Estados da Índia Antiga tinham formas republicanas de governo. Como não há constituições ou obras de filosofia política desse tempo que tenham sobrevivido até aos nossos dias, as formas de governo têm de ser deduzidas, a maioria das vezes, dos testemunhos dos textos religiosos. Estes textos referem que determinados Estados eram Gana sangha, ou seja, baseados em conselhos, em oposição aos governos monárquicos.
Outra fonte que atesta esta forma de governo são os relatos gregos da Índia, durante o período de contacto que se seguiu às conquistas de Alexandre. Escritores gregos como Megástenes e Arriano escreveram que diversos Estados indianos tinham governos republicanos semelhantes aos da Grécia. A partir de 700 a.C., aproximadamente, as repúblicas foram-se desenvolvendo numa faixa que ia do Vale do Indo, a noroeste, até à Planície do Ganges, a nordeste. Eram, principalmente, Estados de pequeno porte, embora algumas confederações de repúblicas parece terem-se formado, cobrindo vastas áreas, como Vajji, por volta de 600 a.C., que tinha Vaixali como capital.
Tal como na Grécia, a era republicana chegou ao fim pelo século IV a.C., com a ascensão de um império monárquico — o Império Máuria — que conquistou quase todo o subcontinente, pondo fim à autonomia das repúblicas. Algumas continuaram sendo repúblicas, sob a suserania máuria, ou regressaram ao sistema republicano mais tarde, após a queda do império. Madra, por exemplo, sobreviveu como república até ao século IV d.C. O fim das repúblicas na Índia acabou por vir, no entanto, com a ascensão da Dinastia Gupta e a propagação da filosofia da natureza divina da monarquia, que lhe esteve associada.

### Repúblicas mercantis

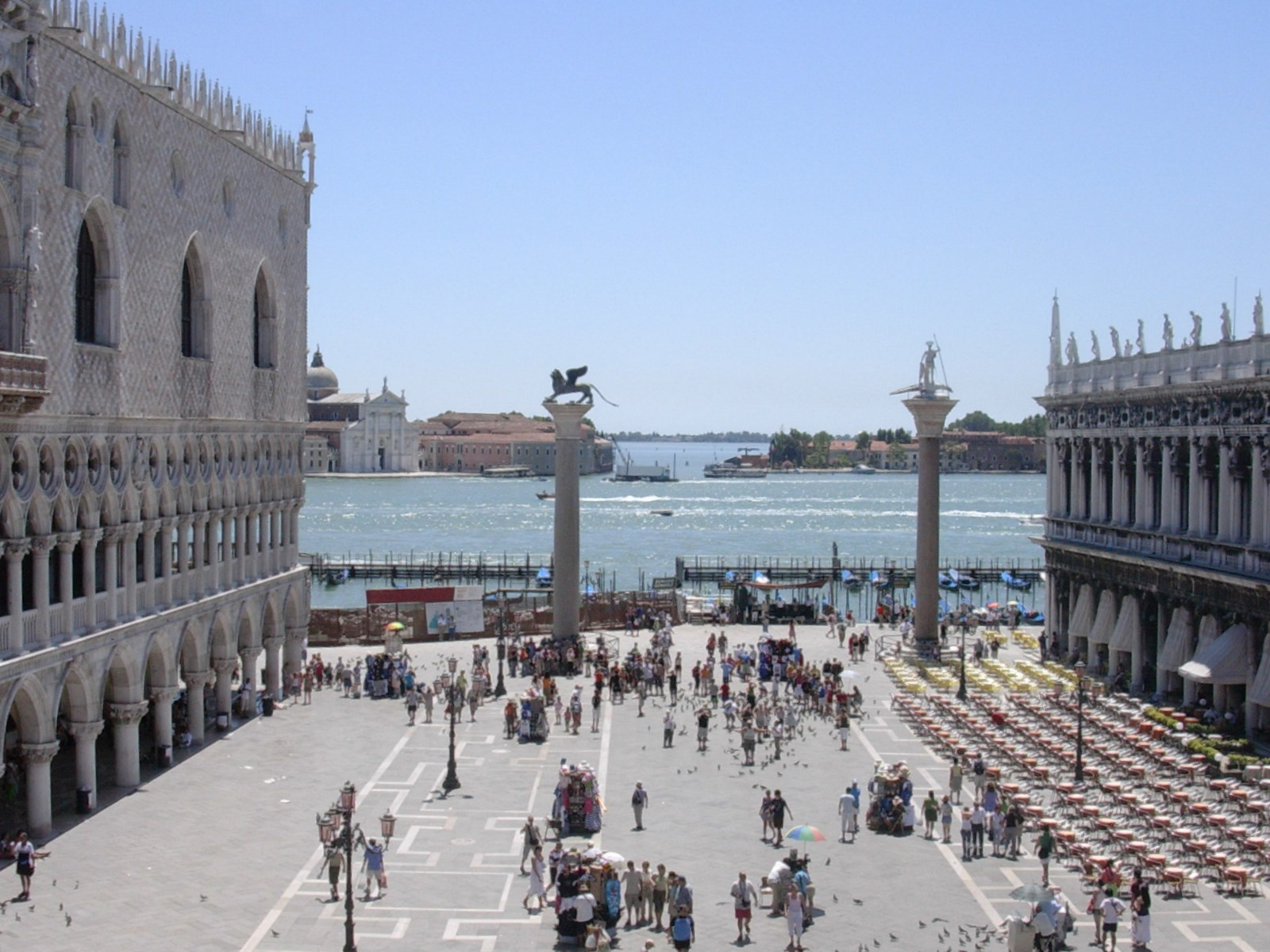
Palácio dos Doges e coluna do leão, Praça de São Marcos, na Sereníssima República de Veneza.

As repúblicas reapareceram na Europa no final da Idade Média, quando uma série de pequenos estados adotaram sistemas republicanos de governo. Apesar de geralmente pequenas, eram repúblicas comerciais ricas em que a classe mercantil adquiriu proeminência social e política. O historiador dinamarquês Knud Haakonssen refere que, no Renascimento, a Europa estava dividida entre os Estados controlados pela elite terratenente — as monarquias — e os controlados pela elite comercial — as repúblicas.
Ao longo da Idade Média, um pouco por todas as cidades da Europa foi crescendo uma abastada classe de comerciantes que, apesar da sua grande riqueza, não detinha qualquer poder, totalmente concentrado nas mãos da nobreza feudal. Por toda a Europa os burgueses começaram também a reivindicar privilégios e poder, levando os monarcas a conceder regalias pontuais a certas localidades, expressas em documentos que tomaram o nome de royal charters na Inglaterra; fueros em Castela; cartas de foral em Portugal; etc.
Nos territórios menos centralizados, como no Sacro Império Romano-Germânico, 51 das maiores cidades tornaram-se cidades livres. Ainda que sob o domínio mais ou menos simbólico do imperador, muitas destas urbes adotaram formas republicanas de governo local. O mesmo se passou com as cidades comerciais mais importantes da Suíça que, graças à geografia alpina, tinham ficado de fora do controlo central. Ao contrário do que ocorreu em Itália e na Alemanha, na Suíça grande parte das zonas rurais nunca chegou a ser controlada por senhores feudais, mas sim por agricultores independentes que também utilizaram formas comunais de governo. Quando, no final do século XIII, os Habsburgos tentaram retomar o controlo da região, tanto os agricultores rurais como os comerciantes urbanos rebelaram-se, proclamando a Confederação Helvética. A Suíça mantém a forma republicana de governo até ao presente.
Durante a Idade Média, a Itália era a zona mais densamente povoada da Europa e também a que tinha o governo central mais fraco. Muitas das cidades, por isso, declararam-se independentes e adotaram formas comunais de governo. Completamente livres do poder feudal, as cidades-Estado italianas expandiram-se, passando a controlar também o interior rural. As mais poderosas destas repúblicas marítimas foram a República de Veneza e a República de Génova que rivalizavam entre si. Ambas eram grandes potências comerciais marítimas que se foram expandindo pelo Mediterrâneo. Foi também em Itália que primeiro se desenvolveu uma ideologia advogando a forma republicana de governo. Escritores como Bartolomeu de Luca, Brunetto Latini, Marsílio de Pádua e Leonardo Bruni viram as cidades-Estado medievais como verdadeiras continuadoras do legado da Grécia e da Roma Antiga.
No entanto, estas repúblicas estavam longe de se poder comparar às democracias de hoje em dia. Por regra, o governo das repúblicas medievais assentava num conselho, constituído por uma elite de patrícios. Em muitos Estados nunca foram realizadas eleições diretas, sendo os lugares no conselho hereditários ou nomeados pelos membros já existentes. Nas repúblicas onde foram realizadas eleições, o direito de votar e de ser eleito estava grandemente condicionado à riqueza da pessoa em questão e à sua filiação em corporações de ofícios, mesteres ou guildas. Isto deixou a grande maioria da população sem poder político, pelo que eram comuns os motins e as revoltas das classes mais baixas. O final da Idade Média viu mais de duzentos levantamentos nas cidades do Sacro Império Romano-Germânico. Revoltas semelhantes ocorreram um pouco por toda a Europa, como em Florença com a Revolta dos Ciompi.

### Repúblicas protestantes
Enquanto que, para as repúblicas italianas, os escritores clássicos haviam sido a principal fonte ideológica, no Norte da Europa, a Reforma Protestante seria utilizada como a grande justificação para o estabelecimento de novas repúblicas. A mais importante foi a teologia calvinista, que se desenvolveu na Confederação Suíça, uma das maiores e mais poderosas repúblicas medievais. João Calvino não pediu a abolição da monarquia, mas defendeu o direito dos fiéis a derrubar os monarcas contrários à religião. O calvinismo também defendia um rigoroso igualitarismo e uma oposição à hierarquia. A defesa da república apareceu nos escritos dos huguenotes durante as guerras religiosas em França.
O Calvinismo desempenhou um importante papel nas revoltas republicanas na Grã-Bretanha e na Holanda. Tal como as cidades-Estado de Itália e da Liga Hanseática, também a Grã-Bretanha e a Holanda eram importantes centros de comércio, com uma grande classe de comerciantes prosperando com o comércio com o Novo Mundo. Grande parte da população destes dois países também abraçou o calvinismo. A Revolta Holandesa, começando em 1568, viu a República das Sete Províncias Unidas dos Países Baixos rejeitar o domínio da Espanha dos Habsburgos num conflito que durou até 1648 — a Guerra dos Oitenta Anos.
Em 1641, estalou a guerra civil inglesa. Liderada pelos puritanos e financiada pelos mercadores de Londres, a revolta triunfou e o rei Carlos I acabou por ser decapitado. Na Inglaterra, James Harrington, Algernon Sidney e John Milton foram dos primeiros autores a defender a rejeição da monarquia e a adoção de uma forma republicana de governo. A República Inglesa teve vida curta e a monarquia foi restaurada onze anos depois. A República Holandesa continuou oficialmente até 1795 mas, a partir de 1747, o Stadthouder torna-se um monarca de facto. Os calvinistas foram também dos primeiros colonizadores das colónias holandesas e britânicas da América do Norte, influenciando decisivamente a evolução política desses territórios.

### Repúblicas liberais

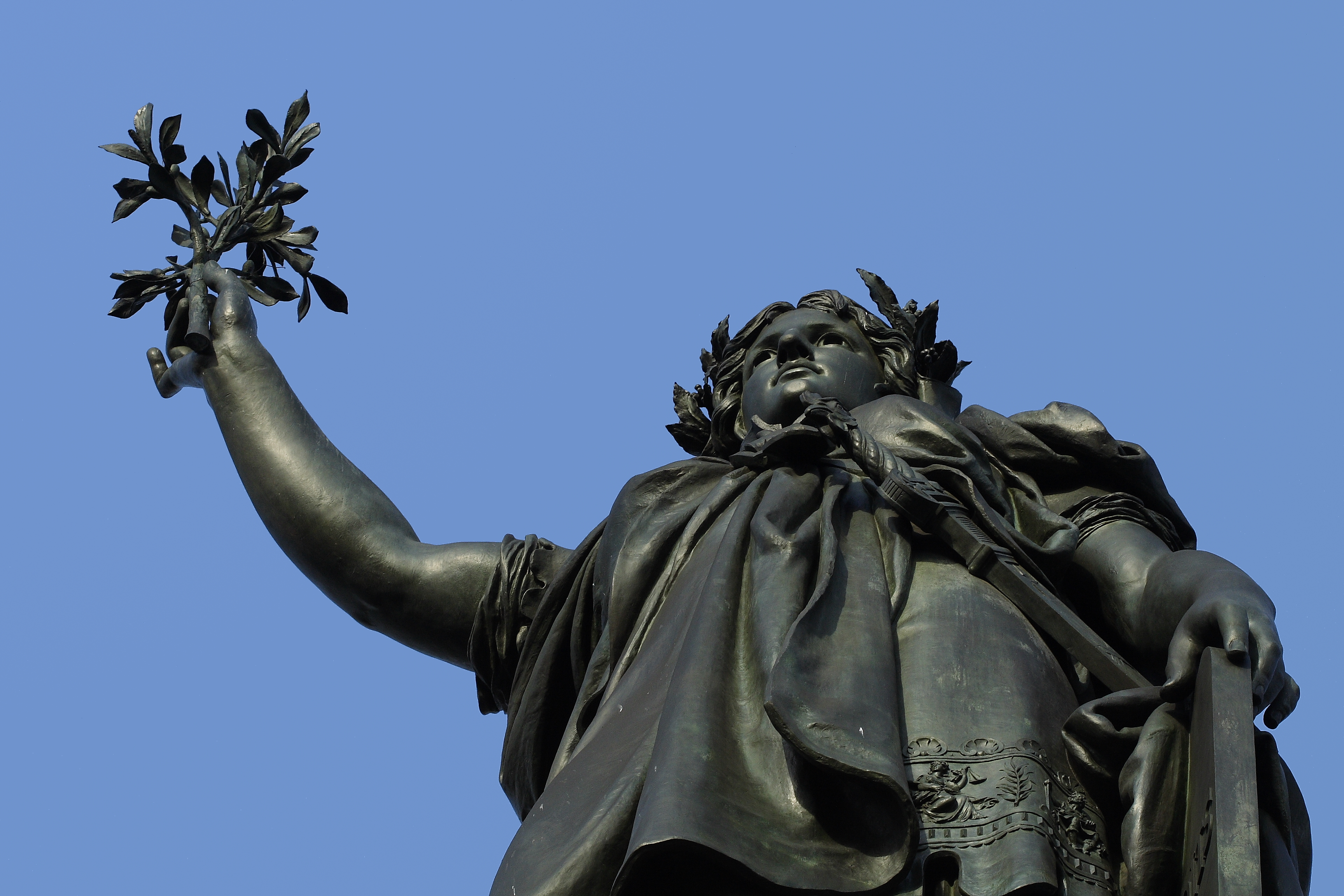
Alegoria à república, em Paris

No início da Idade Moderna, assistiu-se, na Europa, a duas evoluções antagónicas. Por um lado, a monarquia absolutista substituiu a monarquia descentralizada que havia existido na maior parte da idade média. Por outro, foi-se desenvolvendo uma forte reação contra o poder absoluto dos monarcas, levando à criação de uma nova ideologia conhecida como liberalismo.
No entanto, a maioria destes novos pensadores iluministas estava mais interessada na implantação da monarquia constitucional do que da república. O regime de Cromwell tinha desacreditado o republicanismo e a maioria dos pensadores entendia que as repúblicas conduziam à anarquia ou à tirania. Assim, filósofos como Voltaire, por exemplo, opunham-se ao absolutismo ao mesmo tempo que eram fortemente pró-monárquicos.

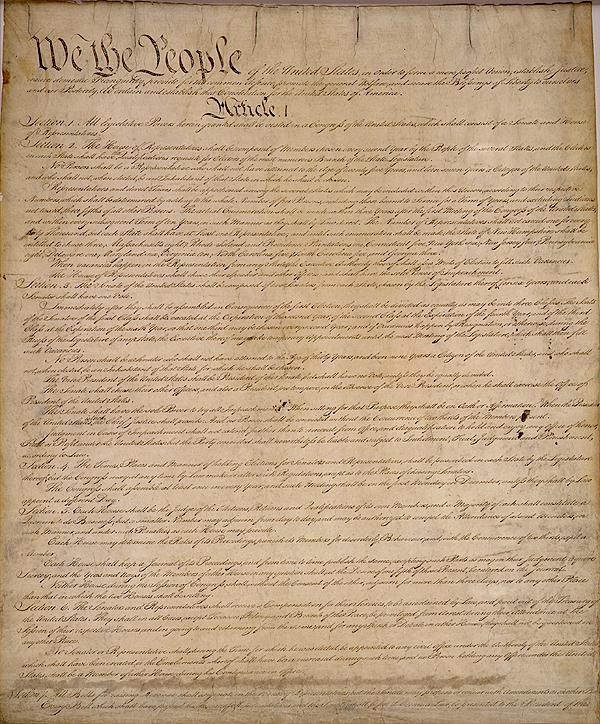
We, the People (Nós, o Povo): primeira página da constituição dos Estados Unidos

Rousseau e Montesquieu elogiaram as repúblicas e encararam as cidades-Estado da Grécia antiga como modelos. Rousseau descreveu a sua estrutura política ideal de pequenas comunas autogeridas. Montesquieu escreveu que uma cidade-Estado idealmente deveria ser uma república, mas defendeu que uma monarquia com poderes limitados seria mais adequada para uma grande nação. Ambos concordavam que não seria possível governar um grande Estado-nação como a França, com vinte milhões de pessoas, como uma república.
A revolução americana começou apenas como uma rejeição da autoridade do parlamento britânico sobre as colónias. O fracasso do monarca britânico em proteger as colónias do que consideravam uma violação do seu direito a um governo representativo, a sumária condenação como traidores dos que defendiam os seus direitos, agravado pelo envio do exército como demonstração de autoridade resultou na percepção generalizada da monarquia britânica como tirânica. Com a declaração da independência, os líderes da revolta rejeitaram firmemente a monarquia e, como tal, abraçaram o republicanismo. Os líderes da revolução eram bem conhecedores dos escritos dos pensadores liberais franceses e também da história das repúblicas clássicas. John Adams tinha até escrito um livro sobre as repúblicas ao longo da história. Além disso, a ampla distribuição da obra Common Sense, de Thomas Paine, de forma sucinta e eloquente propagou junto do grande público os ideais republicanos e a independência. A Constituição dos Estados Unidos, ratificada em 1789, criou uma república federal relativamente forte, em substituição de uma confederação relativamente fraca, primeira proposta para um governo nacional através dos Artigos da Confederação, ratificados em 1783. As primeiras dez emendas à constituição, chamadas Bill of rights, consagraram certos direitos naturais fundamentais para os ideais republicanos, que justificaram a revolução.

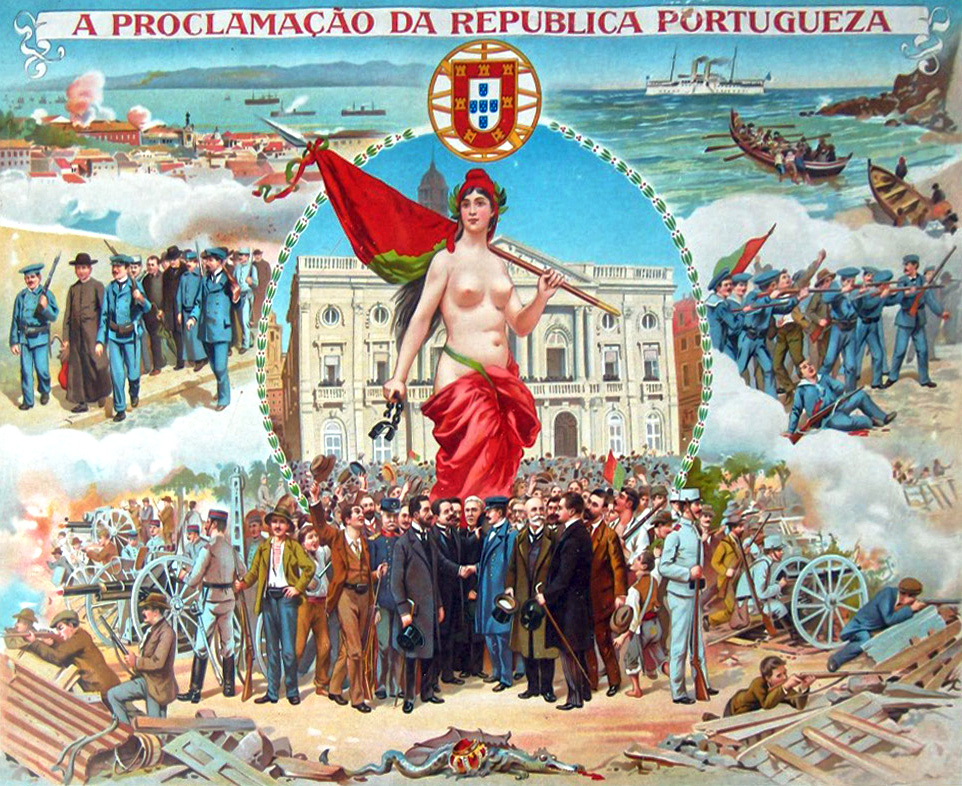
Ilustração alusiva à proclamação da república portuguesa

Tal como a americana, também a revolução francesa não era republicana no seu início. Somente após a fuga de Varennes ter retirado o que restava da pouca simpatia de que o rei gozava, é que foi declarada a república e Luís XVI enviado para a guilhotina. O sucesso estrondoso da França nas guerras revolucionárias francesas viu as repúblicas espalharem-se pela força das armas um pouco por toda a Europa, à medida que uma série de repúblicas clientes foram criadas em todo o continente. A ascensão de Napoleão marcou o final da Primeira República Francesa e a sua posterior derrota permitiu às monarquias vitoriosas porem fim a muitas das mais antigas repúblicas do continente, incluindo Veneza, Génova e a Holanda.
Fora da Europa, um outro grupo de repúblicas foi sendo criado à medida que as Guerras Napoleónicas permitiram que os Estados de América Latina ascendessem à independência. A ideologia liberal teve apenas um impacto limitado nestas novas repúblicas. O impulso principal foi da população crioula, descendente dos europeus, em conflitos com os governadores peninsulares enviados d'além-mar. A maioria da população na América Latina era de ascendência ameríndia ou africana, com a qual a elite crioula tinha pouco interesse em partilhar o poder através de uma soberania popular alargada. Simón Bolívar, o principal instigador das revoltas e também um de seus teóricos mais importantes, simpatizava com os ideais liberais, mas entendia que, à América Latina, faltava a coesão social para que esse sistema funcionasse e defendeu a autocracia, sempre que necessária.

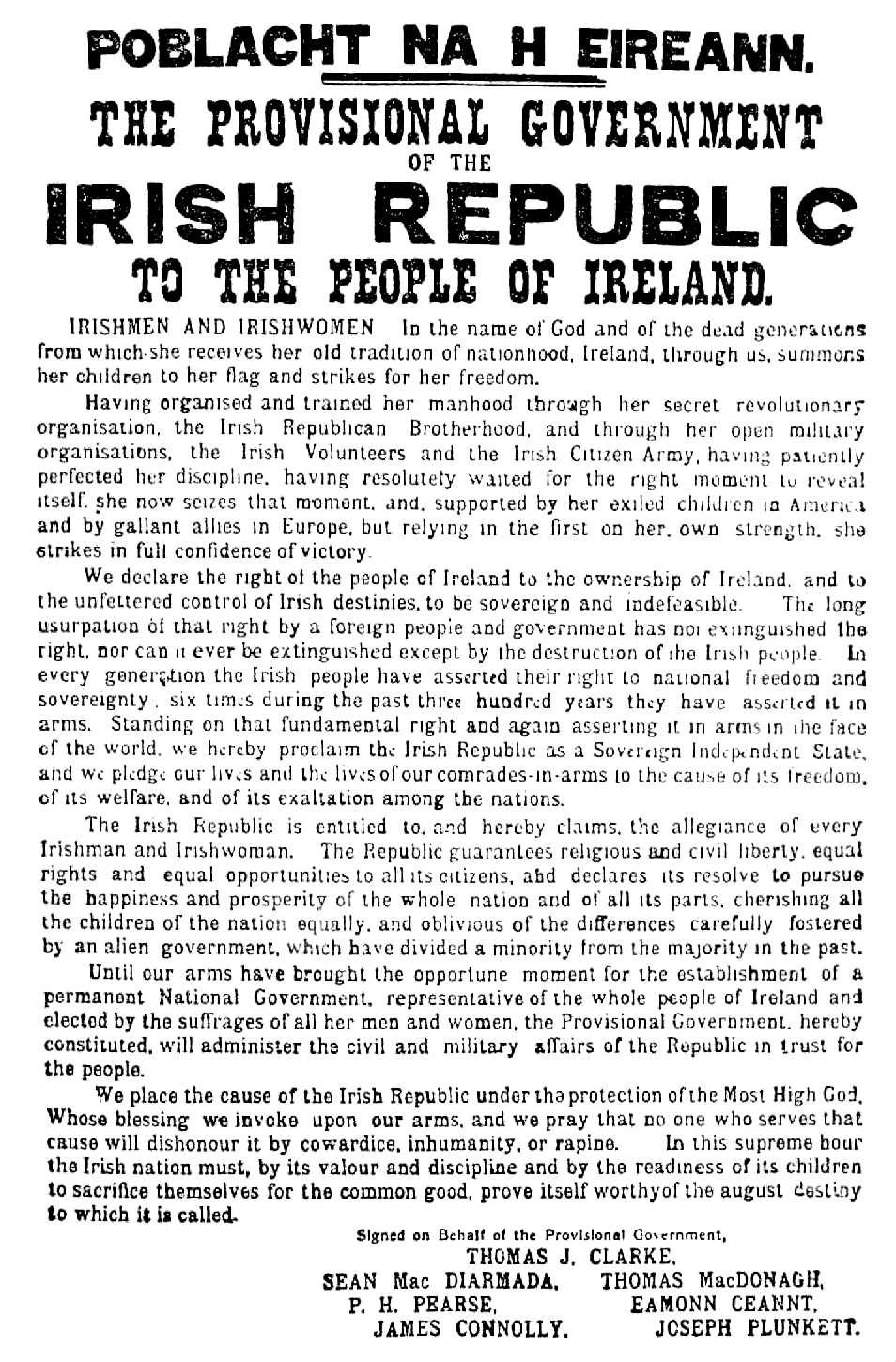
Anúncio da Proclamação da República Irlandesa

No México, esta autocracia tomou, por pouco tempo, a forma de uma monarquia no Primeiro Império Mexicano. Devido à Guerra Peninsular, a família real portuguesa transferiu-se para o Rio de Janeiro em 1808. O Brasil atingiu a independência como uma monarquia em 7 de setembro de 1822, tendo o império do Brasil durado até 1889. Nos demais Estados, diferentes formas de república autocrática existiram até sua liberalização no final do século XX.
A Segunda República Francesa foi criada em 1848 e a Terceira República Francesa em 1871. A Espanha inaugurou a sua primeira república, apenas para ver regressar a monarquia poucos anos depois. No início do século XX, a França e a Suíça mantinham-se como as únicas repúblicas na Europa. Antes da primeira guerra mundial, a república portuguesa, implantada através da revolução de 5 de outubro de 1910, foi a primeira do novo século. Isto estimularia o aparecimento de mais repúblicas no rescaldo da guerra, quando vários dos maiores impérios europeus entraram em colapso. O império alemão, o império austro-húngaro, o império russo e o império otomano foram substituídos por várias repúblicas. Novos Estados tornaram-se independentes e muitos destes, como a Irlanda, a Polónia, a Finlândia e a Checoslováquia, escolheram formas republicanas de governo. Em 1931, a Segunda República Espanhola terminou numa guerra civil que seria o prelúdio da segunda guerra mundial.
As ideias republicanas foram se espalhando, especialmente na Ásia. A partir do final do século XIX, os Estados Unidos começaram a ter uma influência crescente na Ásia, com os missionários protestantes a desempenharem um papel central. Os escritores liberais e republicanos ocidentais também exerceram influência. Isto, combinado com o confucionismo, inspirou a filosofia política que há muito argumentava que a população tinha o direito de rejeitar um governo injusto que tivesse perdido o mandato do céu.
Duas repúblicas de vida breve foram proclamadas no extremo oriente: a república de Formosa e a Primeira República das Filipinas. Na China, um forte sentimento contra a dinastia Qing e uma série de movimentos de protesto levaram à criação de uma monarquia constitucional. O líder mais importante deste movimento foi Sun Yat-sen, cujos Três Princípios do Povo combinavam ideias americanas, europeias e chinesas. A república da China acabou por ser proclamada em 1 de janeiro de 1912.

### Repúblicas socialistas e comunistas

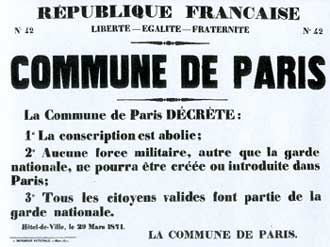
Edital da Comuna de Paris.

Entre a década de 1920 e o início da de 90, numerosos Estados adotaram designações como "república democrática", "república popular" ou "república socialista": República Popular da Mongólia (1924-1992), República Popular Federal da Jugoslávia (1946–1963), República Popular de Angola (1975–1992), República Popular Democrática do Iémen (1967–1970), República Democrática Alemã (1949–1990), República Socialista do Vietname (1976-atualidade), etc. Tratava-se, por regra, de repúblicas com formas de governo caraterizadas pela adoção da ideologia comunista como princípio orientador da ação do Estado. Estas repúblicas podiam ter vários partidos políticos legais, mas ao Partido Comunista era concedido um papel privilegiado ou dominante no governo, princípio muitas vezes definido na própria Constituição, ao ponto de se confundirem as instituições do Estado com as do partido.
A grande fonte de inspiração para as repúblicas socialistas do século XX veio da Comuna de Paris de 1871, quando as classes sociais mais desfavorecidas tomaram o controle da capital de França. Karl Marx descreveu a Comuna como o protótipo do governo revolucionário do futuro "a forma política, finalmente descoberta, com a qual se realiza a emancipação económica do trabalho."
Friedrich Engels observou como um dos grandes ensinamentos a recolher da Comuna, a forma como se remunerou a todos os funcionários "grandes e pequenos, apenas o salário que outros operários recebiam. (...) Assim se fechou a porta, eficazmente, à caça aos cargos e à ganância da promoção". Nas palavras de Engels, a "classe operária, para não perder de novo a sua própria dominação, acabada de conquistar, tinha, por um lado, de eliminar a velha maquinaria de opressão até aí utilizada contra si própria, mas, por outro lado, de precaver-se contra os seus próprios deputados e funcionários, ao declarar estes, sem qualquer excepção, revogáveis a todo o momento". Engels defendeu, no entanto, que tal Estado seria temporário, apenas "até que uma geração crescida em novas, livres condições sociais, se torne capaz de se desfazer de todo o lixo do Estado".
Essas ideias foram adotadas por Vladimir Lenine, em 1917 pouco antes da Revolução de Outubro na Rússia e publicadas em O Estado e a Revolução, um texto fundamental para muitos marxistas. Com o fracasso da revolução mundial prevista por Lenine e Trotsky, a Guerra Civil Russa, e, finalmente, a morte de Lenine, as medidas de guerra que eram considerados temporárias, como a requisição forçada de alimentos e a falta de controlo democrático, tornaram-se permanente e uma ferramenta de reforço do poder de Estaline.
Ao longo do século XX, a maioria das repúblicas socialistas e comunistas adotaram economias planificadas. No entanto, houve algumas exceções: a União Soviética durante a década de 1920 e a Jugoslávia após a Segunda Guerra Mundial permitiram um mercado limitado e um grau de autogestão dos trabalhadores; enquanto a China, o Vietname e o Laos introduziram profundas reformas económicas após a década de 1980.
No início da década de 1990, a grande maioria destes países fizeram acompanhar o processo de abertura económica e política dos seus regimes do abandono destes qualificativos, passando simplesmente a designarem-se por "repúblicas". Há, no entanto, Estados na atualidade que, não sendo propriamente marxistas-leninistas, usam termos como "democrática", "popular" e "socialista" nos títulos oficiais dos países. São exemplos disto a Argélia (República Argelina Democrática e Popular); o Bangladesh (República Popular do Bangladesh); a Líbia (Grande República Socialista Popular Árabe da Líbia); São Tomé e Príncipe (República Democrática de São Tomé e Príncipe) e Timor-Leste (República Democrática de Timor-Leste).

### Repúblicas islâmicas
Muitas repúblicas de população maioritariamente muçulmana quiseram juntar a palavra "islâmica" à sua designação oficial. O Paquistão, por exemplo, adotou o título através da Constituição de 1956; a Mauritânia adotou-o em 28 de novembro de 1958; o Irão após a Revolução Iraniana de 1979 que derrubou a dinastia Pahlavi; o Afeganistão após o derrube dos talibãs em 2001.
A filosofia política islâmica tem uma longa tradição de oposição à monarquia absolutista, expressa, nomeadamente, na obra do filósofo muçulmano Al-Farabi. A Xariá, lei islâmica, tinha precedência sobre a vontade do governante que deveria ser escolhido através de um conselho, a Ash-Shura. Apesar dos primeiros califados terem mantido os princípios da eleição do governante, mais tarde os Estados tornaram-se ditaduras hereditárias ou militares, embora muitos mantivessem uma, pouco mais do que simbólica, ash-shura consultiva.
No entanto, nenhum desses Estados é geralmente referido como sendo uma república. O termo árabe atual جمهورية (jumhūrīyyat), surgiu no final do século XIX, decalcando o conceito ocidental de república. No século XX o republicanismo tornou-se um movimento importante em grande parte do Médio Oriente, à medida que as monarquias foram caindo em muitos Estados da região. Alguns, como o Iraque e a Turquia, tornaram-se repúblicas seculares. Outras nações, como a Indonésia e o Azerbaijão, começaram também como seculares, mas seguiram outros caminhos. No Irão, a revolução de 1979 derrubou a monarquia e criou um república islâmica baseada nas ideias de democracia islâmica.
O termo república islâmica, no entanto, pode ter significados diferentes, às vezes até antagónicos. A república islâmica do Irão, por exemplo, está em contraste com o Estado semissecular da República Islâmica do Paquistão. Num caso, trata-se de uma república com um governo teocrático, no qual o código penal do Estado obedece às leis da Xariá. No outro, a designação "islâmica" parece mais uma alusão à identidade cultural do país.
O Paquistão foi o primeiro país a adotar o adjetivo "islâmico" para qualificar o seu estatuto republicano através da sua constituição de 1956 que, no restante, era bastante secular. Apesar desta definição, o país não teve uma religião de Estado até 1973, quando uma nova constituição, mais democrática mas menos secular, foi aprovada. O Paquistão só usa o nome "República Islâmica" nos seus passaportes e vistos. Em todos os documentos oficiais a designação utilizada é simplesmente "Governo do Paquistão". Apesar disso a atual Constituição do Paquistão, parte IX, artigo 227 diz expressamente: "Todas as leis existentes devem ser postas em conformidade com os preceitos do Islão tal como expressos no Alcorão e na Suna".

## Chefe de Estado

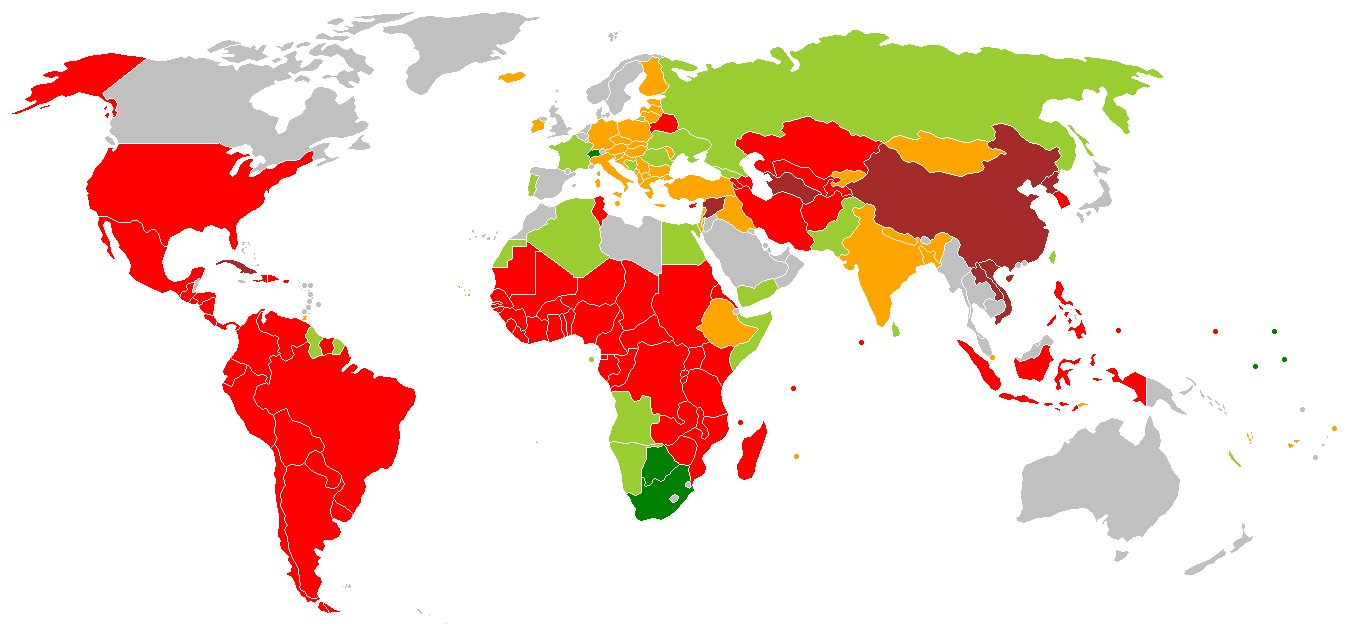

| Repúblicas presidencialistas Poder executivo partilhado entre presidente e parlamento Repúblicas semipresidencialistas | Repúblicas parlamentares Repúblicas de partido único |

### Estrutura
Nas repúblicas contemporâneas, o chefe de Estado é geralmente designado por presidente da república ou simplesmente presidente. O termo deriva do latim præ sidere ("sentar à frente"), significando liderar, dirigir, presidir, aplicável à direção de uma cerimónia, de uma reunião ou de uma organização. Usado na Grã-Bretanha nessa acepção, o título presidente foi aplicado em 1608 ao líder da Virgínia e depois estendido a outras das Treze Colónias inglesas na América do Norte, com a designação de "Presidente do Conselho". Os Estados Unidos foi a primeira república a usar este título, mantendo o significado inicial da palavra: "Presidente do Congresso Continental", o líder do primeiro parlamento. Quando a nova Constituição foi escrita o título de "Presidente dos Estados Unidos" foi atribuído ao responsável pelo poder executivo.
Designa-se por presidencialismo o sistema de governo no qual o chefe de Estado é também chefe de governo. Num sistema presidencial completo, o presidente desempenha o papel político central e detém uma autoridade considerável. Os Estados Unidos foram o primeiro exemplo de um tal sistema que serviu de base ao modelo adotado noutros países, como na França e no Brasil.
Noutros Estados, a legislatura domina e o papel do presidente é pouco mais do que uma figura cerimonial e apolítica, como na Alemanha e na Índia. Esses Estados são repúblicas parlamentaristas e funcionam de forma semelhante às monarquias constitucionais com sistemas parlamentaristas, onde o poder do monarca é também extremamente circunscrito. Nos sistemas parlamentares, o chefe de governo, na maioria das vezes intitulado primeiro-ministro, exerce o maior poder político real.
Nos sistemas semipresidencialistas o chefe de governo e o chefe de Estado compartilham em alguma medida o poder executivo, participando, ambos, do quotidiano da administração do Estado. Difere do parlamentarismo por apresentar um chefe de Estado com prerrogativas que o tornam muito mais do que uma simples figura protocolar ou mediador político; difere, também, do presidencialismo por ter um chefe de governo com alguma medida de responsabilidade perante o legislativo. Em França, o presidente define a política externa, em Portugal, o presidente tem menos poder, tendo poder de vetar leis e dissolver a Assembleia.
As regras para a nomeação do presidente e do líder do governo, em algumas repúblicas permitem a nomeação de um presidente e de um primeiro-ministro com convicções políticas opostas: na França, quando os membros do governo e o presidente vêm de fações políticas opostas, esta situação chama-se coabitação. Em alguns países, como na Suíça e em San Marino, o chefe de Estado não é uma única pessoa, mas sim um conselho. A República Romana tinha dois cônsules, nomeados por um ano.

### Eleição

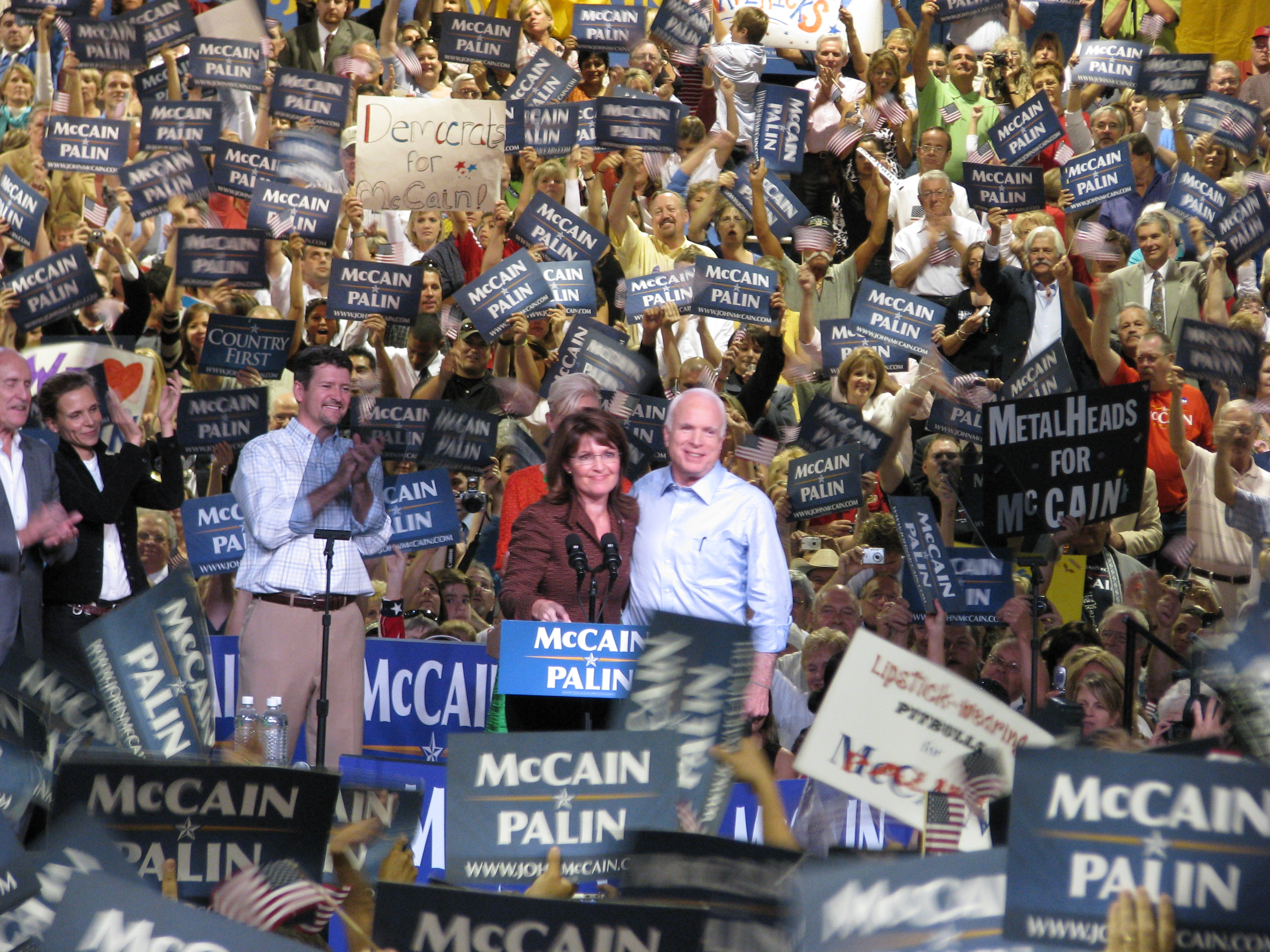
Campanha eleitoral do candidato derrotado John McCain, durante as eleições presidenciais americanas de 2008.

Nas democracias constitucionais os presidentes ou são eleitos diretamente pelo povo ou, indiretamente, por um parlamento ou conselho.
Nos sistemas presidencialistas e semipresidencialistas o presidente tanto pode ser eleito diretamente como indiretamente, caso dos Estados Unidos. Neste país o presidente é oficialmente eleito por um colégio eleitoral, escolhido pelos Estados através de sufrágio direto dos eleitores. Apesar de, na opinião de alguns, a eleição direta conferir maior legitimidade ao presidente e dar ao cargo muito do seu poder político, a Constituição dos Estados Unidos estabelece que a legitimidade do presidente advém da ratificação da Constituição por nove Estados. A ideia de que a eleição direta é necessária para a legitimidade também contradiz o espírito do Grande Compromisso de 1787, cujo resultado real foi manifestado na cláusula que garante aos eleitores dos Estados menores uma representação ligeiramente maior do que os grandes Estados na  escolha presidencial.
Nos países com um sistema tipicamente parlamentar o presidente é normalmente eleito pelo parlamento. Estas eleições indiretas subordinam o presidente ao parlamento, conferindo-lhe, também, uma legitimidade limitada, transformando a maioria dos poderes presidenciais em poderes de reserva que só podem ser exercidos em circunstâncias excecionais, como acontece na República da Irlanda.

## Regimes republicanos nos países lusófonos

### Angola
Angola foi a última das províncias ultramarinas portuguesas a proclamar a independência. E, ao contrário das outras, três forças tinham lutado pela independência: o MPLA, Movimento Popular de Libertação de Angola, com ligações a Cuba e à União Soviética; a FNLA, Frente Nacional de Libertação de Angola, com ligações ao Zaire (hoje República Democrática do Congo) e aos Estados Unidos; a UNITA, União Nacional para a Independência Total de Angola, apoiada pelos Estados Unidos, pelo regime de apartheid da África do Sul e por outros países africanos.

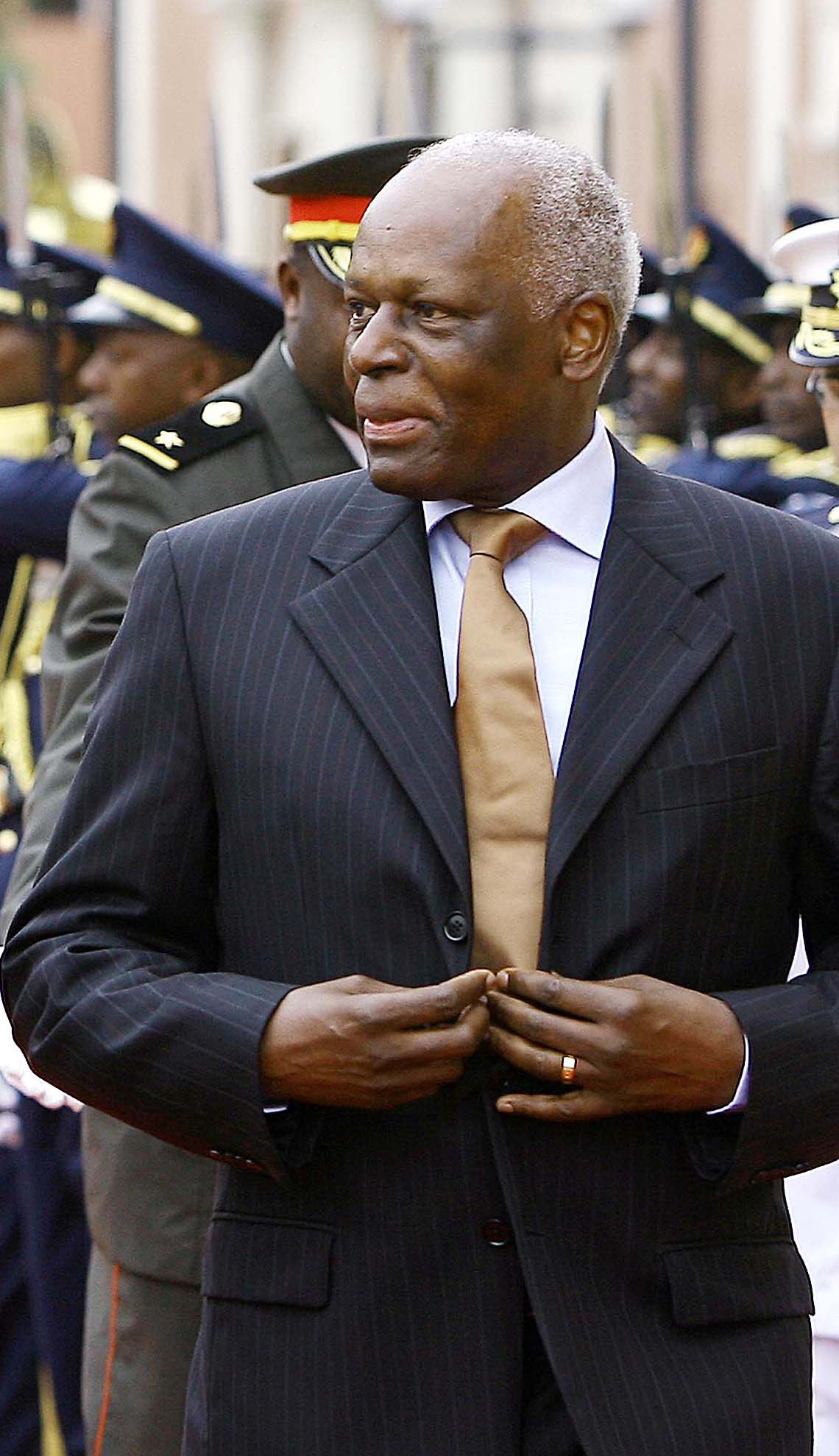
José Eduardo dos Santos: foi presidente de Angola por 38 anos (de 1979 até 2017).

Culminando o processo negocial para a independência de Angola conduzido entre Portugal e os três movimentos, foi firmado o Acordo do Alvor, em 15 de janeiro de 1975, no qual se fixou o dia da independência em 11 de novembro, estabeleceu os parâmetros da partilha do poder e a data das primeiras eleições em Angola. Entretanto, a profunda rivalidade entre os três movimentos degenerou em guerra civil, sendo as forças portuguesas incapazes de manter a ordem no território, provocando o êxodo de mais de meio milhão de colonos brancos para Portugal.
Chegado o dia 11 de novembro de 1975, a independência de Angola foi proclamada em simultâneo em Luanda, pelo MPLA, e no Huambo, pela UNITA. A "República Popular de Angola", do MPLA — regida pela Lei Constitucional de 12 de novembro de 1975, de cariz marxista-leninista —, acabou por ser reconhecida internacionalmente e, graças ao forte apoio militar de Cuba, foi relegando a UNITA para as zonas menos povoadas do sudeste do país. A este período designa-se por Primeira República (1975-1991) que teve, como presidentes, Agostinho Neto (1975-1979) e José Eduardo dos Santos (1979-2017).
Em 1991, MPLA e UNITA estabeleceram a paz através dos Acordos de Bicesse, agendando-se eleições gerais multipartidárias para a escolha do presidente da República e dos deputados do futuro parlamento. Simultaneamente, a Assembleia do Povo (parlamento) aprovou duas revisões à Lei Constitucional consagrando a democracia multipartidária, as garantias dos direitos e liberdades fundamentais dos cidadãos e o sistema económico de mercado. Reafirmou, também, o sistema político semipresidencialista, com o presidente da República eleito por sufrágio universal. O MPLA saiu vitorioso, tanto das eleições legislativas como das presidenciais, apesar do seu candidato — o líder e presidente em exercício, José Eduardo dos Santos — não ter logrado maioria absoluta, o que exigia uma segunda volta. No entanto, Jonas Savimbi, segundo classificado e líder da UNITA, não aceitou os resultados eleitorais, reatando-se a guerra civil. Apesar de tudo, o ato eleitoral marca o início da Segunda República (1992-2010).
A guerra civil só terminou com a morte de Jonas Savimbi em 22 de fevereiro de 2002. A UNITA iniciou negociações com o governo de Angola, depondo as armas e assumindo-se como um partido político. As eleições legislativas de 2008 foram realizadas em 5 e 6 de setembro, tendo o MPLA assegurado 191 dos 223 assentos da Assembleia Nacional de Angola. A 27 de janeiro de 2010 a Assembleia Nacional aprovou a primeira Constituição, propriamente dita, de Angola que preconiza um regime presidencialista, mas dispensando as eleições presidenciais, sendo presidente o líder de lista do partido que vencer as legislativas. A figura do primeiro-ministro foi extinta, dando lugar a um vice-presidente. Com a Constituição de 2010 tem início a Terceira República. José Eduardo dos Santos continua como presidente desde 1979. As próximas eleições legislativas estão agendadas para 2012.

### Brasil
O primeiro país lusófono a adotar um regime republicano de governo foi o Brasil. A proclamação da República ocorreu no Rio de Janeiro, então capital do país, em 15 de novembro de 1889 quando um grupo de militares, liderado pelo marechal Deodoro da Fonseca, depôs o imperador D. Pedro II através de um golpe de Estado.
A Primeira República Brasileira, conhecida como República Velha (1889-1930), pode ser dividida em dois períodos: a República da Espada (1889-1894), uma ditadura militar dos marechais Deodoro da Fonseca e Floriano Peixoto; e a República oligárquica (1895-1930), na qual predominou a chamada "Política do café com leite" que favorecia os interesses do setor agrário dos estados de São Paulo — o mais poderoso economicamente, principalmente devido à produção de café — e de Minas Gerais — o mais populoso na época e produtor de leite. A Constituição de 1891, fortemente inspirada na Constituição dos Estados Unidos, preconizou, desde logo, um regime de governo presidencialista e adotou a designação oficial de "Estados Unidos do Brasil".

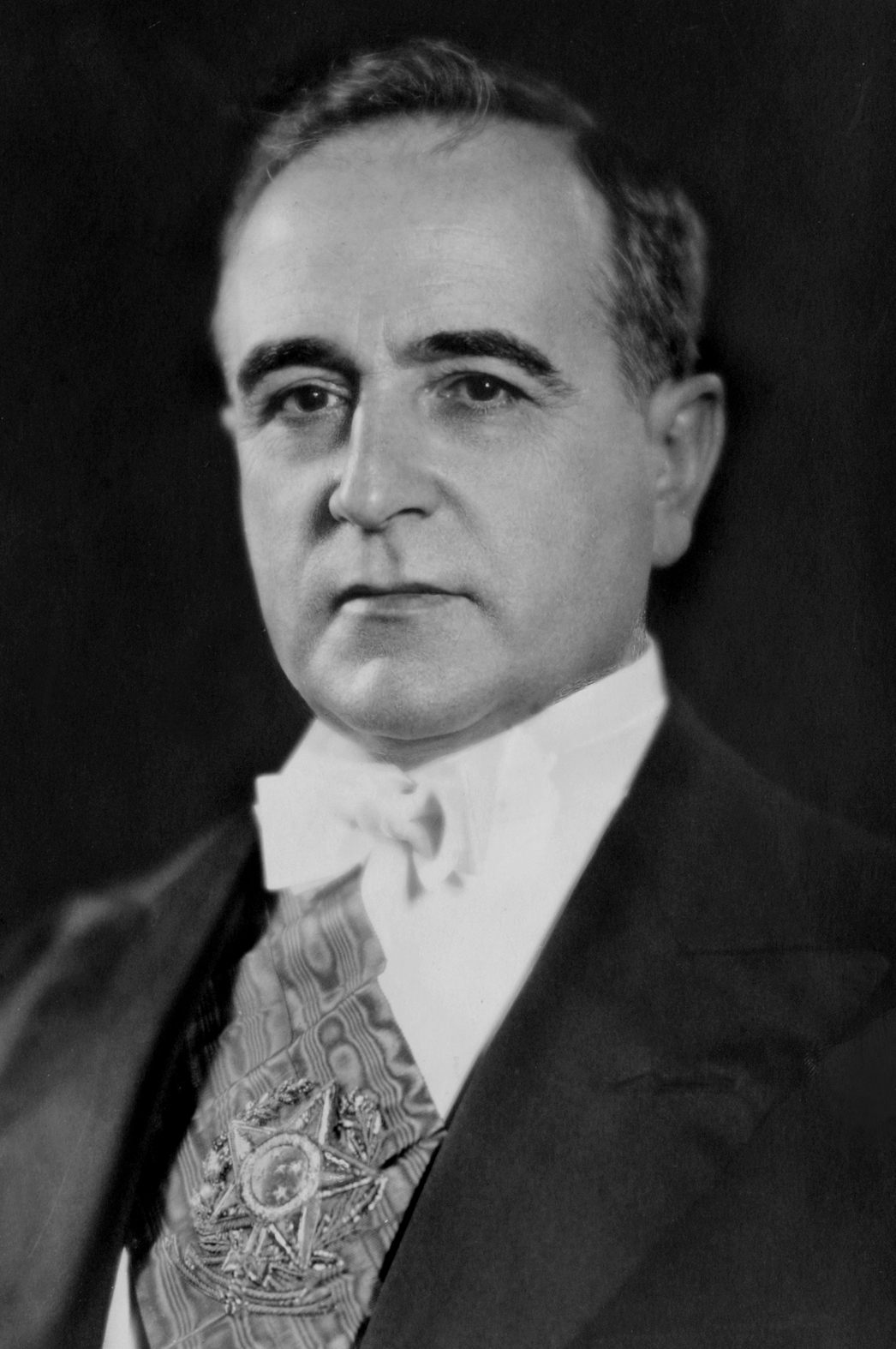
Getúlio Vargas: presidente do Brasil durante 18 anos (1930-45 e 1951-54).

Na década de 1920 o país foi assolado por diversas rebeliões, o que enfraqueceu o regime e permitiu a ascensão de Getúlio Vargas à presidência, através de um golpe, dando início à chamada Era Vargas (1930-1945). Getúlio Vargas começou por fechar o Congresso Nacional, abolir a Constituição e governar com poderes de emergência. A pretexto de proteger o país da intentona comunista, reforçou ainda mais os seus poderes, instaurando uma ditadura a que chamou Estado Novo, regida pela Constituição de 1937 que concentra os poderes executivo e legislativo nas mãos do presidente da República. A vitória dos Aliados na Segunda Guerra Mundial — ao lado dos quais o Brasil se tinha colocado — e o consequente fim dos regimes nazifascistas na Europa, precipitou a queda de Vargas.
O restabelecimento da democracia e a eleição do general Eurico Gaspar Dutra para presidente, em 1946, inaugurou um período conhecido como República Nova ou Populista. Vargas voltou ao poder em 1951, desta vez, democraticamente eleito, mas, devido aos ataques da imprensa e pela pressão contra a sua política nacionalista de governo, acabou suicidando-se em 1954. Vários governos provisórios se sucederam nos anos subsequentes, até à eleição de Juscelino Kubitschek, em 1956. Este assumiu uma postura conciliadora em relação à oposição, o que lhe permitiu governar com certa estabilidade. A economia, em particular o setor industrial, cresceu consideravelmente, inaugurando-se, em 1960, uma nova capital, Brasília. Para permitir a posse do vice-presidente, João Goulart, em setembro de 1961 foi instaurado o parlamentarismo no Brasil. Foi, no entanto, uma curta experiência que terminaria a 6 de janeiro de 1963, num plebiscito nacional no qual 80% dos votantes optaram pelo regresso ao presidencialismo. No ano seguinte, novo golpe de Estado pôs termo à presidência de Goulart, resultando num regime militar de cariz ditatorial, também conhecido como Quinta República. Após as presidências de Castelo Branco, Costa e Silva e Médici, o general Ernesto Geisel, que assumiu a presidência em 1974, começou um lento processo de redemocratização, só concluído pelo seu sucessor, o general João Figueiredo. Com a Constituição de 1967, o país adota a designação oficial de "República Federativa do Brasil" que perdura até hoje.
Os civis voltaram ao poder em 1985, quando José Sarney assumiu a presidência, inaugurando a Nova República ou Sexta República. Sob o seu governo foi promulgada a Constituição de 1988, que institui um Estado de direito e uma república presidencialista. A crise económica e a incontrolável inflação permitiram a eleição, em 1989, do quase desconhecido Fernando Collor, que renunciou após um pedido de impeachment em 1992. Sucedeu-lhe Itamar Franco e, a este, Fernando Henrique Cardoso, autor do bem-sucedido Plano Real, que trouxe estabilidade monetária à economia brasileira. A transição pacífica de poder para Luiz Inácio Lula da Silva, eleito em 2002 e reeleito em 2006, reforçou a estabilidade política do Brasil e o seu prestígio internacional.

### Cabo Verde
Cabo Verde alcançou a independência em 5 de julho de 1975 sob a égide do PAIGC — Partido Africano para a Independência da Guiné e Cabo Verde. Este partido, fundado por Amílcar Cabral em 1959, invocando as ligações históricas e consanguíneas existentes entre guineenses e cabo-verdianos, defendia a união política dos dois Estados.
Eleita uma assembleia constituinte, inteiramente constituída por deputados afetos ao PAIGC, foi redigida a Lei sobre a Organização Política do Estado até à aprovação da Constituição da República de Cabo Verde, a 5 de setembro de 1980. À semelhança das constituições das restantes ex-colónias portuguesas de África, também esta apresentava um elevado conteúdo ideológico, subordinando o Estado ao Partido. O inesperado golpe de Estado de 14 de novembro de 1980, na Guiné-Bissau, no entanto, provocou o abandono do projeto de união dos dois países e a criação do PAICV - Partido Africano da Independência de Cabo Verde.
Dez anos mais tarde, iniciou-se o processo de abertura do regime. A 28 de setembro de 1990, a Assembleia Nacional Popular revogou o artigo 4.º da Constituição de 1980 que consagrava o PAICV como força dirigente do Estado e da Sociedade. Estava, assim, prestes a terminar a "Primeira República" (1975-1991), caracterizada pelo domínio do partido único, que teve como único presidente Aristides Pereira.
Em 1991, realizaram-se as primeiras eleições pluralistas em Cabo Verde, em que se confrontaram duas forças políticas: o PAICV, no poder desde 1975 e o recém-criado MpD — Movimento para a Democracia. O MpD venceu, em janeiro, as eleições legislativas; em fevereiro, as presidenciais (com Mascarenhas Monteiro); e, em dezembro, as autárquicas. Em 1992, o MpD submeteu ao parlamento uma nova Constituição, consagrando o estado de direito democrático. Fez, ainda, aprovar a alteração dos símbolos nacionais (bandeira, brasão e hino), tidos como demasiado ligados ao PAICV e ao antigo projeto de união Guiné-Cabo Verde. Começa, assim, a "Segunda República" (desde 1992) que, para além de Mascarenhas Monteiro (1991-2001), conta ainda com Pedro Pires (desde 2001) como presidente da República.

### Moçambique
Com a proclamação da independência da "República Popular de Moçambique" em 25 de junho de 1975 entrou também em vigor a primeira Constituição do país. Pela Constituição de 1975 foi instalado um regime político socialista de partido único — a Frente de Libertação de Moçambique, Frelimo, que tinha travado a guerra da independência. Opondo-se à Frelimo, em 1976 foi criada a Resistência Nacional Moçambicana, Renamo, que desencadeou a Guerra Civil Moçambicana que durou 16 anos. Este período é geralmente referido como a "Primeira República" (1975-1990) e teve como presidentes Samora Machel (1975-1986) e Joaquim Chissano (1986-2005).
O ano de 1990 trouxe profundas alterações em praticamente todos os campos da vida de Moçambique, sendo aprovada uma nova Constituição que introduziu um sistema multipartidário e a economia de mercado. O Acordo Geral de Paz entre a Frelimo e a Renamo foi assinado em 1992, realizando-se, em 1994, as primeiras eleições legislativas com sufrágio direto e voto secreto. No parlamento que, de "Assembleia Nacional Popular", passou a designar-se Assembleia da República, a Renamo passou a ocupar 117 lugares e a Frelimo 133. As eleições presidenciais do mesmo ano deram a vitória ao presidente Joaquim Chissano, que foi reconduzido no cargo. Vencendo, de novo, nas eleições de 1999. A designação oficial do país foi, entretanto, também alterada de República Popular de Moçambique para, simplesmente, República de Moçambique.
Nova Constituição, aprovada no dia 16 de novembro de 2004, veio reforçar o estado de direito instituído em 1990, através dos aprofundamentos de disposições já existentes, da criação de novas figuras, princípios e direitos e da elevação de outros já existentes na legislação ordinária à categoria constitucional. Uma diferença relevante desta constituição em relação às anteriores foi o consenso na sua aprovação, uma vez que ela surgiu no âmbito de uma assembleia representada por diferentes partidos políticos.
Em 2 de fevereiro de 2005, Armando Guebuza tornou-se o terceiro presidente da República de Moçambique. Em 28 de outubro de 2009, foi reeleito para um novo mandato, obtendo 75% dos votos.
Passados vinte anos de "Segunda República", na qual se consagrou o sistema multipartidário, e depois de três eleições presidenciais e legislativas, continua a governar o partido no poder desde a conquista da independência, a Frelimo, cujos candidatos presidenciais têm também vencido todas as eleições maioritárias. Apenas nas autarquias locais tem havido casos de alternância no poder político.

### Portugal
Portugal foi o segundo país lusófono a implantar um regime republicano, como resultado de um golpe de Estado que destituiu o rei D. Manuel II no dia 5 de outubro de 1910.
Imediatamente, tomou posse um governo provisório que introduziu uma série de reformas de fundo e organizou eleições para a Assembleia Nacional Constituinte, que elaborou a Constituição de 1911. Começava, assim, a Primeira República, que pode ser dividida em três períodos: a "República Velha", na qual foram presidentes Manuel de Arriaga, Teófilo Braga e Bernardino Machado; a "República Nova", com Sidónio Pais como presidente; e a chamada "Nova República Velha", com os presidentes Canto e Castro, António José de Almeida, Manuel Teixeira Gomes e, de novo, Bernardino Machado.

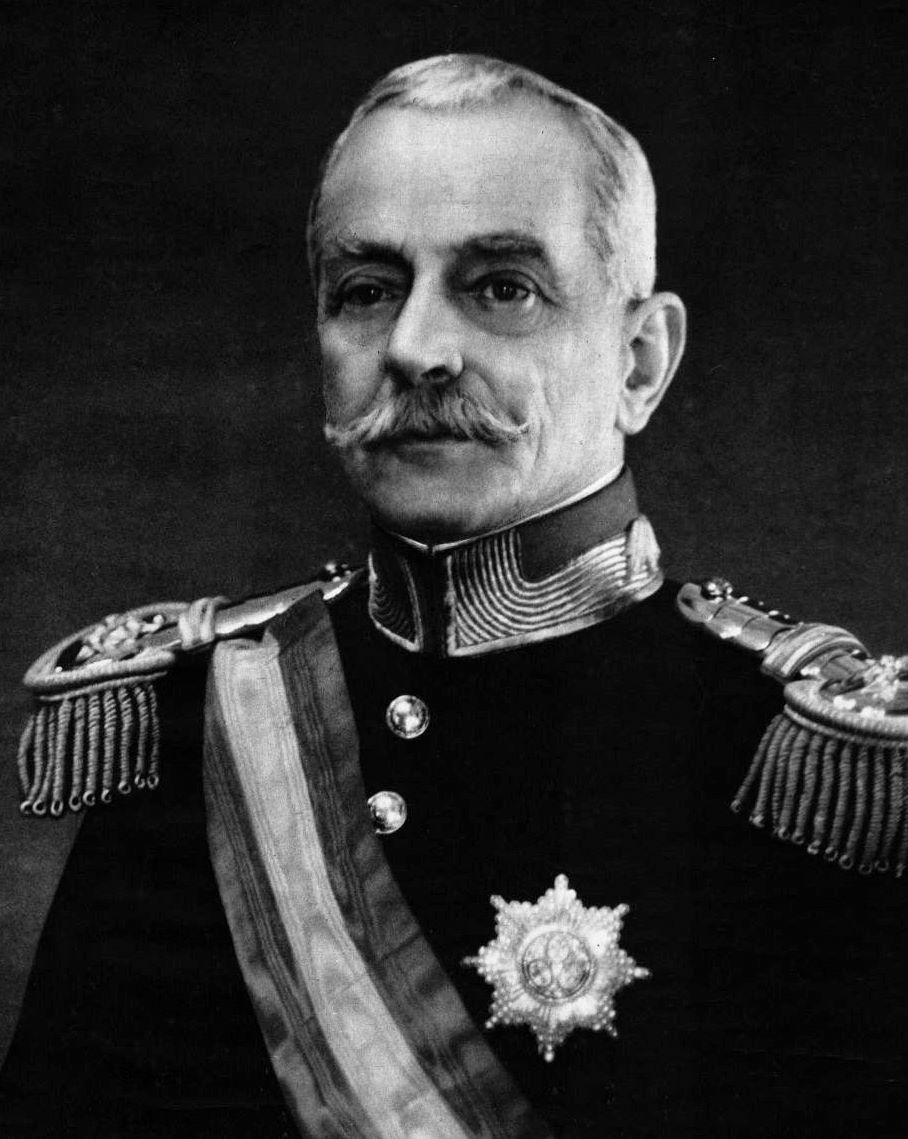
Óscar Carmona: presidente da República Portuguesa durante quase 25 anos (1926-1951).

Pela Constituição de 1911, o poder legislativo era assegurado pelo Congresso da República, formado pela Câmara dos Deputados, à qual competia a iniciativa dos atos de maior significado político, e pelo Senado, que representava os distritos e as províncias ultramarinas; ambas eram eleitas por sufrágio direto. O presidente da República era eleito pelo Congresso e tinha funções meramente honoríficas. Entre abril e dezembro de 1918, na sequência do triunfo do golpe de Sidónio Pais, foi instituído um regime presidencialista, acentuadamente autocrático. O assassinato de Sidónio Pais, no entanto, repôs a ordem constitucional anterior. Esta I República era um sistema parlamentarista. Em 16 anos, teve 48 governos, um dos quais não chegou a tomar posse.
A Constituição de 1911 vigorou em Portugal até a Revolução de 28 de Maio de 1926 instituir a Ditadura Nacional, que iria durar até 1933. Durante este período, foram presidentes Mendes Cabeçadas, Gomes da Costa e Óscar Carmona, que abriu caminho ao Estado Novo, também, por vezes, referido como "Segunda República".
A Constituição de 1933 foi o documento fundador do Estado Novo (1933-1974), um regime autoritário, conservador, nacionalista e corporativista. Tinha um cariz presidencialista, competindo, ao chefe de Estado, a nomeação, exoneração e mesmo o acompanhamento da atividade do governo, respondendo os ministros politicamente perante o presidente do Conselho de Ministros, o chefe do governo, e este perante o presidente da República. Na prática, no entanto, assistiu-se a um progressivo reforço do poder nas mãos do presidente do Conselho, Oliveira Salazar. A Assembleia Nacional era eleita por sufrágio direto, existindo, no entanto, um único partido político, a União Nacional. Existia, ainda, uma Câmara Corporativa, órgão consultivo representando interesses locais e socioeconómicos.
Para além de Óscar Carmona, foram presidentes da República durante o Estado Novo Craveiro Lopes e Américo Tomás. O presidente era eleito por sufrágio direto mas, na sequência da inesperada adesão de todos os setores da oposição à candidatura do general Humberto Delgado, em 1958, Salazar propôs uma revisão constitucional, passando a escolha do presidente a ser feita por um colégio eleitoral.
A Revolução dos Cravos de 25 de abril de 1974 deu início à Terceira República, restabelecendo os direitos, liberdades e garantias, o pluralismo político e concedendo independência às colónias. A Constituição de 1976 foi redigida pela Assembleia Constituinte eleita na sequência das primeiras eleições gerais livres no país e encontra-se em vigor até à atualidade. Recebeu já sete revisões constitucionais. António de Spínola e Costa Gomes foram presidentes nomeados, seguindo-se, eleitos por sufrágio direto universal, Ramalho Eanes (1976-1986), Mário Soares (1986-1996), Jorge Sampaio (1996-2006), Cavaco Silva (2006-2016) e Marcelo Rebelo de Sousa (desde 2016). Por o presidente ser eleito pelo povo (mas sem poder executivo) e ter poder de veto e de dissolução da Assembleia (o que leva à queda automática do governo), diz-se que é um sistema semipresidencialista.

## República como entidade subnacional
Apesar de a república sempre ser associada com Estados soberanos, há casos de repúblicas que são divisões administrativas em alguns países. Como por exemplo a antiga União Soviética, que era formada por quinze repúblicas, a Iugoslavia, que era formada por seis repúblicas, e a República Checoslováquia, que era composta por duas repúblicas. Além disso também existem as repúblicas autônomas, como por exemplo a República da Chechênia que é uma das vinte e duas repúblicas que formam a Federação Russa. Ou então a República Sérvia que é uma das duas entidades da Bósnia e Herzegovina. Ou ainda a República e Cantão de Neuchâtel que é um dos cantões suíços.